# Казело (Леко)
Казело је насеље у Италији у округу Леко, региону Ломбардија.
Према процени из 2011. у насељу је живело 11 становника. Насеље се налази на надморској висини од 609 м.